# Pere Mulà i Gaus
Pere Mulà i Gaus   (Palafrugell, 24 de novembre de 1908 - Palafrugell, 20 de gener de 1989) fou un fuster i sindicalista català. Fill de Pau Mulà i Maria Gaus, va ser secretari general de la secció local de la CNT de Palafrugell. Regidor de l'Ajuntament de Palafrugell com a representant de la de la Federació Local de Sindicats d'Indústries entre els anys 1937 i 1938. Quan la seva quinta va ser cridada a files, el 1938, es va incorporar al front de Lleida. Va ser fet presoner al front de l'Ebre el 3 de novembre de 1938. El novembre de 1939 va ser jutjat i condemnat a mort. L'any 1940 se li va commutar la pena de mort per la pena immediatament inferior, 30 anys de presó, gràcies a diferents avals que va aconseguir la família. El 1941, amb el Decreto de revisión de penas, se li va rebaixar la pena a 12 anys. Va ser alliberat el 1945 però la seva llibertat definitiva no va arribar fins al 1951.
La seva documentació s'ha conservat per la seva família fins al seu ingrés a l'Arxiu Municipal de Palafrugell. En el fons, destaca la documentació personal com a represaliat del franquisme (cartes, certificats, avals).